# Oedothorax cascadeus
Oedothorax cascadeus là một loài nhện trong họ Linyphiidae.
Loài này thuộc chi Oedothorax. Oedothorax cascadeus được Ralph Vary Chamberlin miêu tả năm 1949.